# Алексей Пехов
Алексей Пехов е руски писател на произведения в жанра фентъзи и научна фантастика.

## Биография и творчество
Алексей Юревич Пехов е роден на 30 март 1978 г. в Москва, СССР. Завършва стоматология в Московски медико-стоматологичен университет. Постъпва като ортодонт в МЗ РФ ЦНИИС. Завършва аспирантура по стоматология.
Още като ученик пише различни фантастични истории, за да забавлява съучениците си. Започва да пише сериозно през 2001 г. Първият му роман „Прокрадващ се в сенките“ от поредицата „Хрониките на Сиала“ е публикуван през 2002 г. Книгата става бестселър и той се посвещава на писателската си кариера.
Със съпругата си Елена Бичкова, писател фантаст, се запознава на писателската конференция „Роскон-2003“. Заедно с нея и Наталия Турчанинова създават множество общи произведения.
Освен литературни произведения пише и сценарии за компютърни игри.
Носител е на различни руски литературни награди за фантастика.
Алексей Пехов живее със семейството си в Москва.

## Произведения

### Самостоятелни романи
- Последний завет (2003) – с Андрей Егоров
- Под знаком Мантикоры (2004)
- Пересмешник (2009)
- Ловцы удачи (2012)

### Серия „Хрониките на Сиала“ (Хроники Сиалы)
1. Крадущийся в тени (2002) – награда „Меч без имени“
Прокрадващ се в сенките, фен-превод
2. Джанга с тенями (2002)
Танц със сенки, прев. Пламен Панайотов
3. Вьюга теней (2003)

### Серия „Вятър и искри – Хрониките на Хари“ (Ветер и Искры – Хроники Хары)
1. Искатели ветра (2005)
2. Ветер полыни (2006)
3. Жнецы ветра (2008)
4. Искра и ветер (2008)

### Серия „Киндерт“ (Киндрэт) – с Елена Бичкова и Наталия Турчанинова
1. Киндрэт. Кровные братья (2005)
2. Колдун из клана Смерти (2007)
3. Основатель (2009)
4. Новые боги (2010)

### Серия „Пазителят“ (Страж)
1. Страж (2010)
2. Аутодафе (2011)
3. Золотые костры (2012)
4. Проклятый горн (2014)

### Серия „Заклинатели“ (Заклинатели) – с Елена Бичкова и Наталия Турчанинова
1. Заклинатели (2011)
2. Ловушка для духа (2014)

### Серия „Синия пламък“ (Синее пламя)
1. Летос (2014)
2. Синее пламя (2015)

### Серия „Майстори на сънища“ (Мастер Снов) – с Елена Бичкова и Наталия Турчанинова
1. Мастер Снов (2014)
2. Создатель кошмаров (2015)